# Georg Albert (Schwarzburg-Rudolstadt)

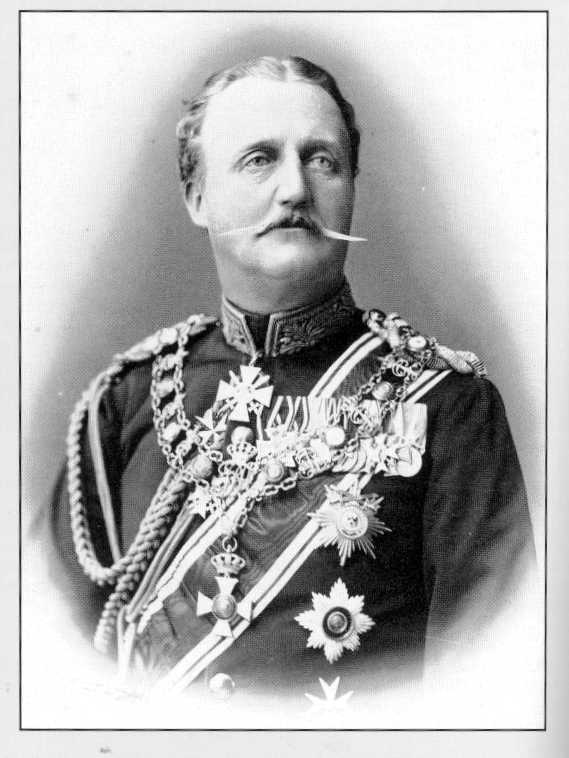
Georg Albert von Schwarzburg-Rudolstadt

Georg Albert von Schwarzburg-Rudolstadt (* 23. November 1838 in Rudolstadt; † 19. Januar 1890 ebenda) war von 1869 bis 1890 Fürst von Schwarzburg-Rudolstadt sowie preußischer General der Kavallerie. Der Fürst entstammte dem Haus Schwarzburg.

## Leben
Georg Albert war der einzige das Kindesalter überlebende Sohn von Fürst Albert von Schwarzburg-Rudolstadt und seiner Gemahlin Auguste, geborene Prinzessin zu Solms-Braunfels. In der Kindheit hatte Georg Albert vor allem Interesse an Pferden und für das Militär. So wurde eine sogenannte Kindergarde bestehend aus adeligen Kindern und Beamtensöhnen gebildet. Zu diesem Zwecke wurden Uniformen und Waffen eigens angefertigt. Georg Albert erstellte mit viel Talent Kinderzeichnungen mit Motiven aus der Soldatenwelt. Zudem war er ein guter Reiter. Er studierte später ab seinem 18. Lebensjahre in Göttingen Rechtsgeschichte, Philosophie und Volkswirtschaftslehre. Die anschließende Studienzeit in Bonn war kurz. Er war seit 1865 Mitglied des Corps Borussia Bonn. Der Grund für das kurze Studium war der Wunsch, in den preußischen Militärdienst einzutreten. 
Er diente 1859 als Premierleutnant im Regiment Garde du Corps. Im Jahr 1864 wurde er Ordonnanzoffizier von Generalleutnant Gustav von der Mülbe. Während des Feldzuges 1864 beteiligte er sich am Sturm auf die Düppeler Schanzen. Den Deutschen Krieg von 1866 machte er als Rittmeister im Kürassier-Regiment Nr. 4 mit. Nach dem Tod des Vaters wurde er 1869 regierender Fürst von Schwarzburg-Rudolstadt. Dennoch blieb er im preußischen Militär. Er gehörte während des Deutsch-Französischen Krieges dem Generalstab der 8. Infanterie-Division an. Georg Albert war an den Schlachten von Sedan und Beaumont beteiligt. Bei der Proklamation des Deutschen Reiches in Versailles war er anwesend. Im Jahr 1876 wurde er Chef des in Schmiedeberg, Kemberg und Gräfenhainichen stationierten magdeburgischen Dragoner-Regiments Nr. 6. Für die Dauer der Herbstübungen ab 5. August 1880 wurde Fürst Georg Albert mit der Führung der 8. Division beauftragt. Am 22. März 1883 erfolgte seine Beförderung zum General der Kavallerie und am 25. Juni 1886 wurde er Ritter des Schwarzen Adlerordens. 
Georg Albert liebte als Truppenführer kleinliches Inspizieren und beobachtete als Landesherr mit dem Fernrohr von der Heidecksburg die Rudolstädter. Die Regierungstätigkeit überließ er seinem Ministerium. In seiner Regierungszeit erzwang der Landtag durch Verweigerung der Erhöhung der Steuern zu Militärzwecken im Jahr 1870 die Einführung eines verhältnismäßig fortschrittlichen Wahlrechts. Hierbei ging es um allgemeine, direkte und geheime Wahlen der männlichen Staatsangehörigen. Die direkte Einflussnahme des Fürsten auf den Landtag wurde verunmöglicht. Die Sozialdemokraten kritisierten den Landesherren aus weltanschaulichen Gründen und wegen seines Privatvermögens. Der Knopfmacher August Welke hatte 1871 in der Unterherrschaft Frankenhausen für die Sozialdemokraten das erste Mandat eines deutschen Landtags erhalten. Der Fürst hatte zudem 1871 die Außen- und Verteidigungspolitik sowie die Gesetzgebung in Wirtschafts- und Verkehrsangelegenheiten an das Deutsche Reich übergeben. Georg Albert war Protektor des Kyffhäuser-Denkmals.
Der unverheiratete Fürst starb mit 51 Jahren und wurde in der Stadtkirche Rudolstadt beigesetzt. Seine Nachfolge trat Günther Victor (Schwarzburg-Rudolstadt), ein Cousin zweiten Grades, an.